# Negeta cinerascens
Negeta cinerascens är en fjärilsart som beskrevs av Holland 1894. Negeta cinerascens ingår i släktet Negeta och familjen trågspinnare. Inga underarter finns listade i Catalogue of Life.